# Miami-illinois
Le miami-illinois (myaamia dans la langue) est une langue algonquienne centrale parlée au centre et au nord-est de l'Oklahoma par les Peoria et en Indiana par les Miami et les Wea. 
La langue est éteinte depuis sans doute les années 1960.

## Variétés
Le miami-illinois était au XVIIe siècle parlé par plusieurs tribus qui résidaient dans l'actuel Indiana, les Miami, les Piankashaw et les Wea, et en Illinois, les Illinois et les Kaskakia.
Au XIXe siècle la plupart d'entre eux furent réinstallés en Oklahoma où ils sont connus sous le nom de Peoria. Malgré cela de nombreux Miami résident encore en Indiana.
Selon David Costa, les différences dialectales entre tous ces groupes étaient peu marquées.

## Phonologie

### Consonnes
|              | Bilabiale | Dentale | Alvéolaire | Latérale | Palatale | Vélaire | Glottale |
| ------------ | --------- | ------- | ---------- | -------- | -------- | ------- | -------- |
| Occlusive    | p [p]     | t [t]   |            |          |          | k [k]   | ʔ [ʔ]    |
| Fricative    |           |         | s [s]      |          | š [ʃ]    |         | h [h]    |
| Affriquée    |           |         |            |          | c [t͡ʃ]   |         |          |
| Nasale       | m [m]     | n [n]   |            |          |          |         |          |
| Liquide      |           |         |            | l [l]    |          |         |          |
| Semi-voyelle | w [w]     |         |            | y [j]    |          |         |          |

- Allophones.

Les occlusives, fricatives et affriquées à l'exception des glottales, sont voisées dans certains contextes :
/-s/ et /-š/ après une séquence /-nV-/, c'est-à-dire, nasale plus voyelle. Exemples :
- lenaswa - vache  est [lɛnʌzwʌ].
- masaanaapiikwa - corde est [mʌzaːnaːpiːkwʌ]

Dans les séquences /-nk-/ , /-nt-/, /-ns-/, /-nč-/, /-nš-/ et /-mp-/, le second élément est voisé. Exemple :
- lenkwaki - aisselles est [lɛngwʌki].
- ahkinši - front est [ʌhkinʒi]
- mihtekaapinti - corde d'arc est [mihtɛkaːpindi]

### Voyelles
|         | Antérieure    | Centrale      | Postérieure |
| ------- | ------------- | ------------- | ----------- |
| Fermée  | i [i] ii [iː] |               | oo [uː]     |
| Moyenne | e [ɛ] ee [eː] |               | o [o]       |
| Ouverte |               | a [ʌ] aa [aː] |             |